# Josef Fousek
Josef Fousek (* 12. března 1939 Kladno) je český spisovatel, básník, textař, humorista, písničkář, cestovatel a fotograf.

## Život
Na přelomu 60. a 70. let absolvoval Lidovou konzervatoř výtvarné fotografie u prof. Jána Šmoka. Do povědomí české veřejnosti se poprvé zapsal jakožto host Miloslava Šimka v pořadech Divadla Semafor později Divadla Jiřího Grossmanna, kde také účinkoval až do roku 1998. Od roku 1999 vystupuje v Česku i v zahraničí se svými recitály Nemám čas lhát a Bez náhubku. Pravidelně byl slyšet na vlnách Českého rozhlasu 2 Praha v pořadu nedělní Dobré jitro. Od října 2011 připravuje pro Český rozhlas Plzeň pořad Fouskův svět.
Do roku 2011 realizoval přes padesát výstav svých fotomontáží a portrétů lidiček v Česku i zahraničí (Kuba, Jugoslávie, Slovensko, USA atd.).
Je ženatý, má dospělou dceru a syna. Jeho strýc Antonín Fousek zahynul v koncentračním táboře Mauthausen a je po něm pojmenována ulice v Kladně.

## Literární dílo

### Romány
- Eman a Kornelie, boží lidé

### Další knihy
- Cesty s oslem – společně s Miloslavem Šimkem
- Až mě andělé – společně s Hedou Bartíkovou
- Lidi, já byl v Americe
- Andělé, nevolejte
- Co jsem andělům neřekl
- Andělé s ručením omezeným
- Fouskoviny (aforismy, epigramy, fejetony)
- Fouskoviny 2001 (aforismy, epigramy)
- Fouskoviny pro lidi (aforismy, epigramy)
- Fouskovy protistátní písně
- KRISTOfóry FOUSKOfóry (aforismy, epigramy s ilustracemi Jana Kristoforiho)
- Fouskovy skoropohádky
- Buďme k sobě vlídní
- Fouskovy fejetony
- Na cestách s anděly
- Pojďte se smát
- Dobré jitro člověče
- To nejlepší z Fouska aneb Nemám čas lhát
- Pohlazení – Josef Fousek básně, Eva Pilarová fotografie
- Cesty za nadějí
- Myšlenky nahlas
- Deník starého muže
- Úsměv je lék
- Fousek do kapsy, Knižní klub, 2013, ISBN 978-80-242-3816-6
- Fouskův svět, Ikar, 2014, ISBN 978-80-249-2525-7
- Smích je živá voda, Knižní klub, 2015, ISBN 978-80-242-4885-1
- Zkrátka bez pozlátka, Knižní klub, 2017, ISBN 978-80-242-5839-3
- Od srdce, Knižní klub, 2017, ISBN 978-80-242-5989-5
- Vlídná slova, Brána, 2018, ISBN 978-80-7617-150-3
- Z omšelého saka, Brána, 2019, ISBN 978-80-7617-257-9
- Pusa na špacír, Brána, 2020,
- Bezstarostné cesty, Brána, 2020,
- Slečna ze zámku Kozel, Brána, 2022,
- Obraz malovaný duhou, Brána, 2022,